# Medalla de plata

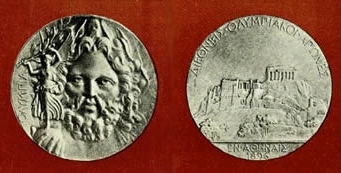
Medalla de plata usada en los Juegos Olímpicos de Atenas 1896.

Una medalla de plata es una medalla que se otorga al competidor o competidores que quedan en la segunda posición de la clasificación de una competición o campeonato, ya sea individual o por equipos. A esta persona o equipo se le conoce habitualmente como «subcampeón».
En los primeros Juegos Olímpicos modernos el campeón recibía la medalla de plata y el subcampeón, la de bronce.[cita requerida]